# Адан, Авраам
Авраам Адан (ивр. אברהם אדן‎, урождённый Идельсон; 5 октября 1926, кибуц Кфар-Гилади, Палестина — 28 сентября 2012, Рамат-ха-Шарон, Израиль) — израильский военачальник. Был командиром бронетанковых сил (1969—1973) и командующим Южным военным округом (1974). В Армию обороны Израиля пришёл из Пальмаха. По окончании операции «Увда» водрузил «чернильный флаг» в Умм-Рашраше на побережье Красного моря.

## Биография

### Ранние годы
Авраам Адан родился 5 октября 1926 года в кибуце Кфар-Гилади (Галилейский выступ) в семье Моше и Сары Идельсон. Окончил среднюю школу «Тихон хадаш» в Тель-Авиве; был членом молодёжного движения «Ха-шомер ха-цаир». В 1943 году вступил в ряды «Пальмаха», где был назначен инструктором по спорту. Там же получил прозвище «Брен», в честь английского ручного пулемёта, которое сопровождало его всю жизнь. В интервью приложению «Конец недели» (ивр. סופשבוע‎) газеты Маарив Аден вспоминал.

«Авраам — скучное имя… Меня называли Аврамке и Авремале, а когда мы вступили в „Пальмах“, моим именем стало „Абрам“; но поскольку я хорошо разбирал пулемёт „Брен“, имя сменили на „Брен“».
Оригинальный текст (иврит)אברהם זה שם נדוש… קראו לי אברמק ואברמל'ה, וכשנכנסנו לפלמ"ח השם שלי היה אברם (בבי"ת דגושה), וכיוון שהיטבתי לפרק את המקלע ברן, החליפו לברן

Во время борьбы за иммиграцию евреев в Палестину участвовал в освобождении нелегальных иммигрантов, задержанных в лагере заключённых в Атлите. В 1946 году Адан был одним из основателей кибуца Дангор (ныне Нирим). В те годы исполнял также должность регионального командира района юго-западного Негева.

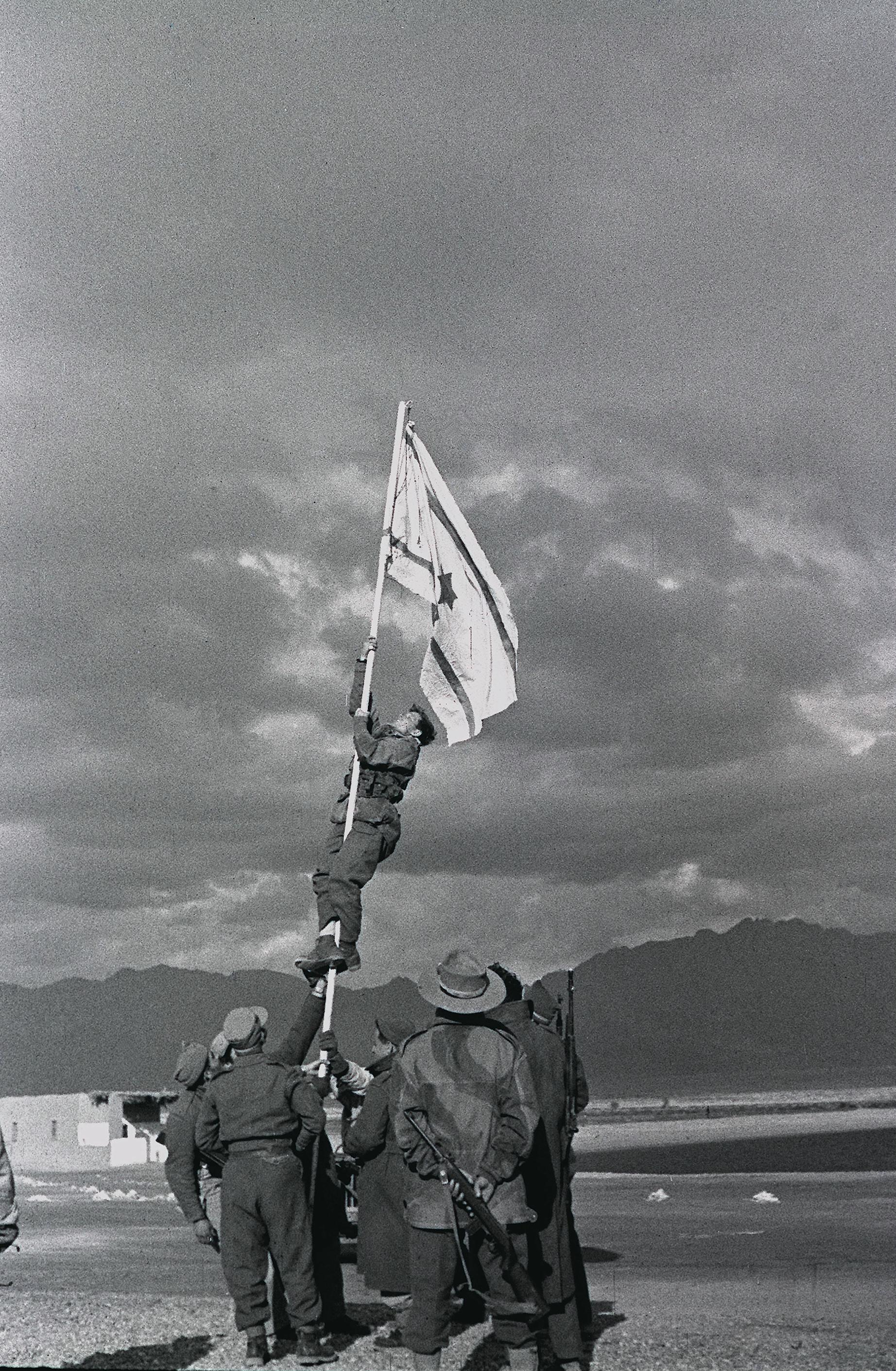
Авраам Адан водружает чернильный флаг

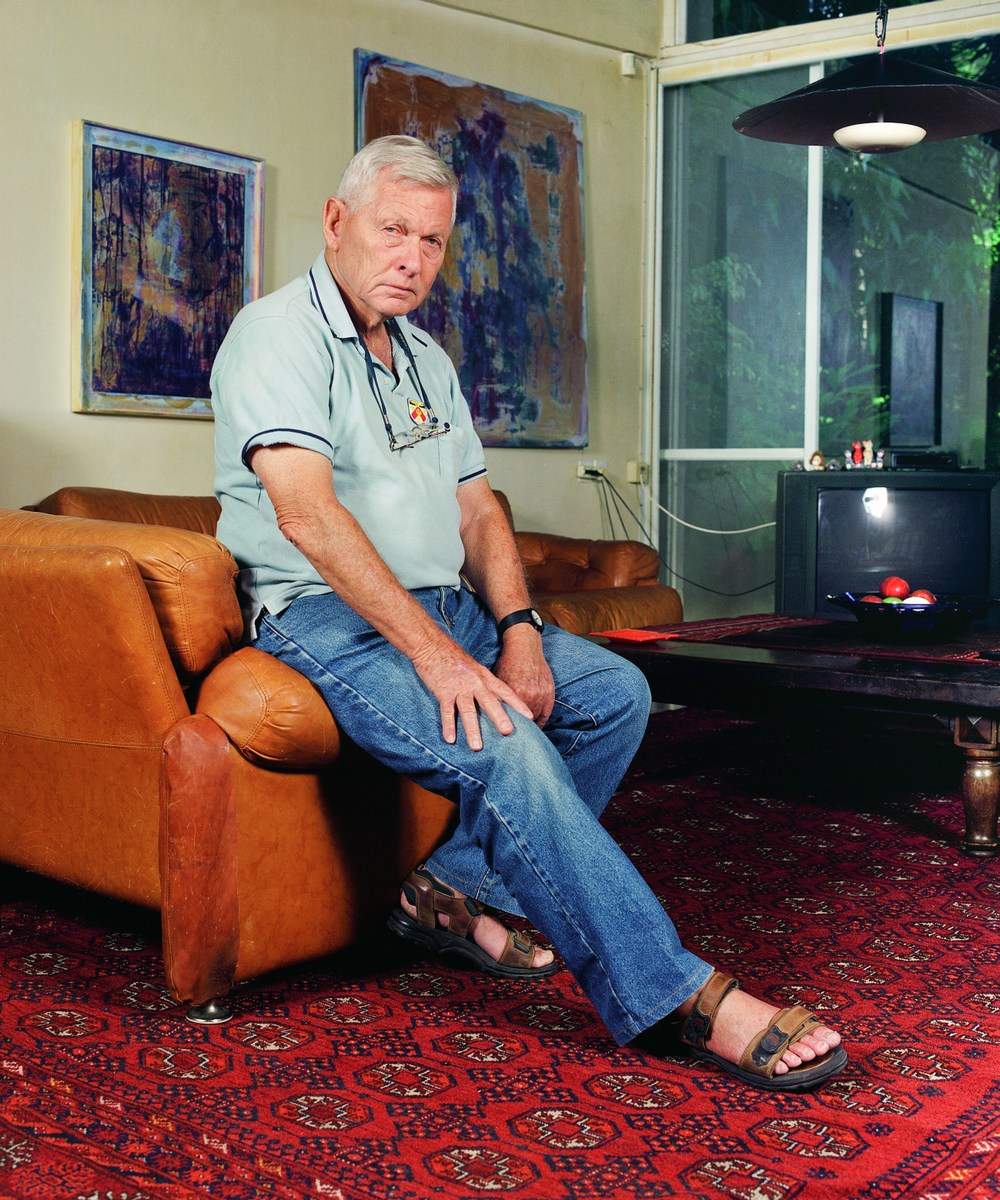
Авраам Адан, 2003

### Война за независимость
В начале Войны за независимость Адан получил под своё командование роту 8-го батальона бригады «Негев». Позднее был переведён в 7-й батальон бригады на должность командира роты, состоявшей преимущественно из людей, переживших Холокост и прибывших в Израиль после Второй мировой войны. Заместителем Адана был Хаим Гури, впоследствии поэт, лауреат Премии Израиля. В этой должности Адан принял участие в военных операциях «Йоав», «Хорев» и «Увда». В ходе операции «Хорев», направленной против египетских войск в Негеве и восточном Синае, рота Адана захватила в ночном бою египетский опорный пункт Умм-Катеф. В дальнейшем Адан опишет этот бой в своей книге, как самый тяжёлый бой, в котором ему довелось принять участие.
По окончании операции «Увда», ставшей последней операцией Войны за независимость, рота Адана достигла берега Красного моря и захватила полицейский участок прибрежного поселения Умм-Рашраш (ныне Эйлат). 10 марта 1949 года Авраам Адан лично водрузил вошедший в историю «Чернильный флаг», ставший символом Войны за независимость.

### 1949—1967 годы. Операция «Кадеш»
В 1949 году начал службу в танковых войсках, где был назначен командиром курса офицеров-танкистов. Организовал первое подразделение, на вооружение которого были поставлены танки «Шерман», приобретённые в Европе. В 1950 году, по окончании курса командиров батальонов, получил назначение в Южный военный округ в должности заведующего оперативной частью (ивр. קמב"ץ‎) батальона. В 1952 году демобилизовался из армии и вернулся в кибуц Нирим. В марте 1956 года вернулся в армию и принял участие в операции «Кадеш» в должности командира 82-го танкового батальона, взявшего в ходе операции штурмом укреплённый район Абу-Агейла и плотину Руэфа.
В 1957 году Адан прошёл продвинутый курс в Танковой школе Армии США и был назначен командиром оперативного отдела (ивр. קצין אג"ם‎) бронетанковых войск. С 1961 по 1963 год возглавлял 7-ю бронетанковую бригаду «Саар ми-Голан», а затем командовал Танковой школой армии.

### Шестидневная война
В Шестидневной войне был заместителем командира 31-й дивизии, воевавшей на Синае. В 1968 году основал и возглавил Штаб бронетанковых войск в Синае. В марте 1969 года Адан был представлен к званию генерал-майора и получил командование бронетанковыми войсками армии.

### Война Судного дня
Во время Войны Судного дня был командиром 162-й дивизии «Ха-Плада», воевавшей на южном фронте. В начале войны дивизия участвовала в попытке контр-наступления 8 октября, а затем в переправе через Суэцкий канал и окружении 3-й египетской армии.

### После войны Судного дня
С января по июль 1974 года был командующим Южным военным округом. В 1975 году был назначен военным атташе в Вашингтоне, а после этого демобилизовался из АОИ. В 1984—1993 годах был контролёром полиции Израиля, после чего ушёл на пенсию. В последующие годы был членом Движения за качество власти и Совета по миру и безопасности.
Умер 28 сентября 2012 года в результате тяжёлой болезни, оставив после себя троих детей, 11 внуков и шесть правнуков.